# 부르프라멘 40
부르프라멘 40(Wurfrahmen 40)은 제2차 세계대전 중 독일군의 포병지원 차량중 하나로써, 노획한 프랑스의 소뮤아 S.35 보병전차나 Sd.Kfz 251 장갑차에 나무로 제작된 로켓탄 6발을 전선으로 묶어서 설치한 형태이다. 네벨베르퍼 보다 이동이 쉬웠고, 화력은 증가 되었다. 부어르프라멘의 별명은 '걸어다니는 슈튜카(Stuka, 급강하폭격기의 독일어 줄임말)' 또는 '고함치는 소'였다. 명중률이 낮아 부르프라맨 3대-5대가 한꺼번에 로켓탄을 발사하여 목표물을 맞추었다.

## 같이 보기
- 네벨베르퍼
- 판처베르퍼